# 李少芬
李少芬（1936年—），广东广州花县人，中国女子篮球运动员、教练，运动康复专家。

## 生平
1951年，入选广东省队。1952年，进入中国女子篮球队。1953年-1958年在苏联学习训练，是中华人民共和国成立后的第一批国家级女子篮球运动员，也是第一批被周恩来总理和贺龙副总理送至苏联学习深造的运动员，期间随队取得多次国际比赛胜利。1953、1955、1957年代表中国女篮参加在罗马尼亚、波兰和前苏联举行的世界青年联欢节。1954年获匈牙利世界大学生运动会第4名。1963年，获第一届新兴力量运动会冠军。1964年，获匈牙利、罗马尼亚、波兰、法国和中国五国邀请赛冠军。1966年，代表广东女篮参加在几内亚举行的非洲运支会并访问马里和阿尔巴尼亚。1966年退役，在广东任教练员兼运动员。1972年任广东女篮教练。1978年，调至广东省体工队任副大队长。1986年，兼任广东省体科所副所长。1979年，担任中国篮协副主席。1999年5月，被评为新中国篮球50杰。

## 家庭
其丈夫是中国工程院院士、医学家钟南山，育有一儿一女。